# Förordningen den 4 november 1772 angående sabbatens firande samt vissa helgdagars flyttning eller indragning
Förordningen den 4 november 1772 angående sabbatens firande samt vissa helgdagars flyttning eller indragning var en förordning som innebar att Sverige slopade ledigheten på vissa tidigare helgdagar. Motiveringen var att gudstjänsterna under vissa helgdagar hade dåligt med besökare, och att många använde ledigheten till att dricka rusdrycker.
Sverige var dock ett jordbrukssamhälle på den här tiden, många var bönder och berördes därmed inte på samma sätt som om det hade varit ett industrisamhälle eller tjänstesamhälle.
Lagen upphävdes officiellt den 1 januari 1990, och ersattes då av Lagen om allmänna helgdagar.

## Slopade helgdagar
- Tredjedag påsk och fjärdedag påsk
- Tredjedag pingst och fjärdedag pingst
- Tredjedag jul och fjärdedag jul
- Jungfru Marie besökelsedag
- Skärtorsdagen
- Apostladagarna
- Gångdagarna (de tre dagarna mellan Bönsöndagen och Kristi himmelsfärdsdag)
- Allhelgonadagen flyttades från söckendag till följande söndag
- Mickelsmäss flyttades från söckendag till följande söndag
- Kyndelsmässodagen flyttades från söckendag till följande söndag

### Fotnoter
1. ↑  Jean Andréasson (25 februari 2011). ”Helgdagens helgd i ett sekulariserat samhälle”. Göteborgs universitet. https://gupea.ub.gu.se/bitstream/2077/28455/1/gupea_2077_28455_1.pdf. Läst 29 november 2012.
2. ↑  ”Nationaldagen – ny helgdag”. Sveriges regering. 25 februari 2004. Arkiverad från originalet den 17 juni 2014. https://web.archive.org/web/20140617044655/http://www.regeringen.se/content/1/c6/02/22/76/0cbe12c9.pdf. Läst 29 november 2012.
3. ↑  ”Regeringens proposition 1988/89:114 om allmänna helgdagar”. Sveriges Riksdag. 25 februari 1989. http://www.riksdagen.se/sv/Dokument-Lagar/Forslag/Propositioner-och-skrivelser/om-allmanna-helgdagar_GC03114/?text=true. Läst 29 november 2012.